# Erwin Ramírez
Erwin Ramírez (Quevedo, 13 november 1971) is een voormalig profvoetballer uit Ecuador, die speelde als doelman gedurende zijn carrière. Hij beëindigde zijn profcarrière in 2004 bij LDU Quito, en speelde eerder voor onder meer Club Atlético Green Cross.

## Interlandcarrière
Ramírez speelde acht interlands voor Ecuador, alle in 1991. Hij maakte zijn debuut op 5 juni 1991 in de vriendschappelijke uitwedstrijd tegen Peru (0-1) in Lima, net als Ángel Fernández, Robert Burbano, Ivo Ron, José Guerrero, Juan Guamán, Juan Carlos Garay en Nixon Carcelén.
Ramírez nam dat jaar met Ecuador deel aan de strijd om de Copa América, en scoorde tijdens dat toernooi in Ecuadors derde groepswedstrijd tegen Bolivia (4-0) op 13 juli. Hij nam vanaf de strafschopstip het vierde en laatste doelpunt voor zijn rekening, nadat Álex Aguinaga en Raúl Avilés (twee goals) de stand op 3-0 hadden gebracht.
| Interlands van Erwin Ramírez voor Ecuador | Interlands van Erwin Ramírez voor Ecuador | Interlands van Erwin Ramírez voor Ecuador | Interlands van Erwin Ramírez voor Ecuador | Interlands van Erwin Ramírez voor Ecuador | Interlands van Erwin Ramírez voor Ecuador |
| №                                         | Datum                                     | Wedstrijd                                 | Uitslag                                   | Competitie                                | Goals                                     |
| Als speler van Club Atlético Green Cross  | Als speler van Club Atlético Green Cross  | Als speler van Club Atlético Green Cross  | Als speler van Club Atlético Green Cross  | Als speler van Club Atlético Green Cross  | Als speler van Club Atlético Green Cross  |
| ----------------------------------------- | ----------------------------------------- | ----------------------------------------- | ----------------------------------------- | ----------------------------------------- | ----------------------------------------- |
| 1                                         | 5 juni 1991                               | Peru – Ecuador                            | 0 – 1                                     | Vriendschappelijk                         | 0                                         |
| 2                                         | 19 juni 1991                              | Ecuador – Chili                           | 2 – 1                                     | Vriendschappelijk                         | 0                                         |
| 3                                         | 25 juni 1991                              | Ecuador – Peru                            | 2 – 2                                     | Vriendschappelijk                         | 0                                         |
| 4                                         | 30 juni 1991                              | Chili – Ecuador                           | 3 – 1                                     | Vriendschappelijk                         | 0                                         |
| 5                                         | 7 juli 1991                               | Colombia – Ecuador                        | 1 – 0                                     | Copa América                              | 0                                         |
| 6                                         | 9 juli 1991                               | Uruguay – Ecuador                         | 1 – 1                                     | Copa América                              | 0                                         |
| 7                                         | 13 juli 1991                              | Ecuador – Bolivia                         | 4 – 0                                     | Copa América                              | 79' (pen.)                                |
| 8                                         | 15 juli 1991                              | Brazilië – Ecuador                        | 3 – 2                                     | Copa América                              | 0                                         |

## Erelijst
Emelec
- Campeonato Ecuatoriano

1993